# Mihail Sidorov (agronom)
Mihail Ivanovici Sidorov (n. 26 octombrie/8 noiembrie 1914 – d. 2 ianuarie 1997) a fost un specialist în domeniul agronomiei și om politic din Republica Moldova, doctor în științe agricole, profesor, membru corespondent al VASKhNIL⁠(d).

## Biografie
Născut în 1914 în satul Erșovka. Membru al PCUS.
Din 1939 - încadrat în activitate economică, socială și politică. În 1939 - 1997. - Cercetător principal la Stația de reproducere de stat Kamișin 1939–1940, șeful Direcției Agricultură a Stației experimentale republicane Bălți RSS Moldovenești 1940–1941, în rîndurile Armatei Roșii 1941, agronom șef al sovhozului „Temp”, raionul Rtișcevo, regiunea Saratov 1941–1945, șef. al Direcției Agricultură a Institutului Public de Cercetări pentru Culturile de Câmp "Selecția", Șeful catedrei Agricultură Generală 1949–1962, Director și Rectorul Institutului Agricol din Chișinău 1950-1962, Prim-vicepreședinte al Consiliului de Miniștri, concomitent Ministrul Producției și Achizițiilor Produselor Agricole RSS Moldovenești 1962–1965, Conferențiar 1965–1968 apoi Șef al Departamentului de Agricultură Generală a Institutului Agricol din Chișinău 1968–1984, Profesor-consultant al Institutului Agricol Voronej 1984–1997.
A fost ales deputat al Sovietul Suprem al RSS Moldovenești convocarea a VI-a.
A murit la Voronej în 1997.